# TA 48
TA 48 war ein Torpedoboot der Kriegsmarine des österreichischen 250-t-Typs aus dem Jahr 1914. Die Bezeichnung "TA" stand für Torpedoboot-Ausland.

## Entwicklung
Österreich-Ungarn baute mehrere Klassen von Dampftorpedobooten, die größten davon waren die des 250-t-Typs. Der Auftrag zur Entwicklung zukünftiger Torpedoboote ging im März 1910 an das Marinetechnische Komitee in Pola. Dort wurden Vorschläge für einen Hochseetyp von 500 t bis 550 t und 30 kn sowie für einen Küstentyp von 275 t und 30 kn gemacht. Aus Kostengründen wurde nur der 250-t-Typ genehmigt und aus propagandistischen Gründen "Hochsee-Torpedoboot" genannt. Nach einigen Änderungen der Pläne wurden bei der S.T.T. acht Boote (74 T bis 91 T) der neuen Klasse bestellt. Die ungarische Werft Danabius in Fiume baute parallel dazu auch Torpedoboote des 250-t-Typs nach eigenen Plänen, welche als 82 F bis 97 F in Dienst gestellt wurden. Eine Innovation stellte der Turbinenantrieb dar, der erst die hohe geforderte Geschwindigkeit erlaubte. Jedoch gab es bei den ersten Booten der Klasse erhebliche Schwierigkeiten mit den Turbinen, die erst nach und nach beseitigt werden konnten.

## Dienst in der Österreichischen Marine

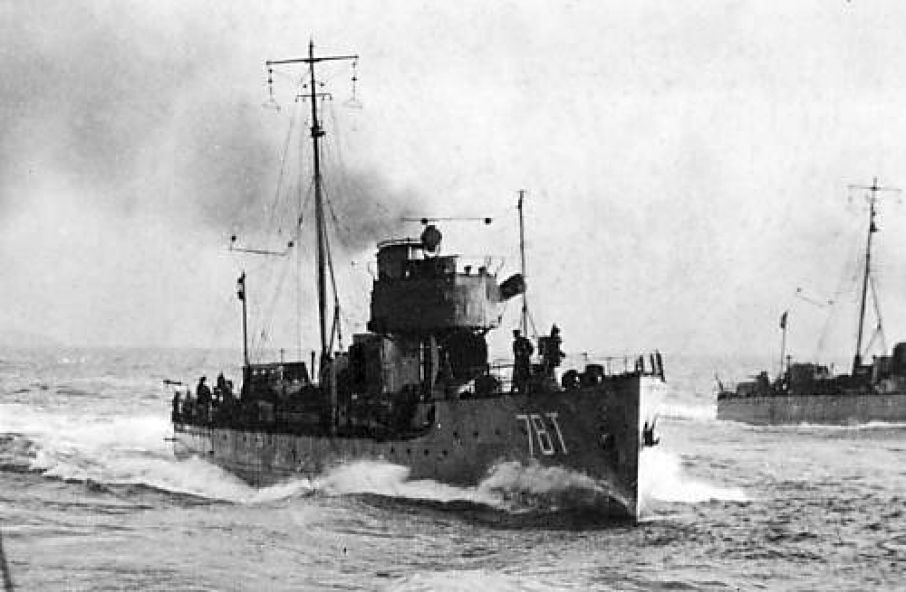
TA 48 als 78 T im Jahre 1917

Die spätere TA 48 wurde vor dem Ersten Weltkrieg in Fiume fertiggestellt und begann am 23. August 1914 ihren Dienst als 78 T. Während des Krieges nahm sie an verschiedenen Aktionen der leichten Streitkräfte teil und wurde im Jahre 1917 in 78 umbenannt. Am 9. und 10. Juni 1918 sicherte 78 mit fünf weiteren Torpedobooten und einem Zerstörer die beiden österreich-ungarischen Schlachtschiffe Szent István und Tegetthoff bei einem Unternehmen Richtung Süden, um die italienische Sperre der Meeresenge von Otranto zu durchbrechen, bei dem die Szent Istvan von den Motortorpedobooten MAS 15 und MAS 21 unter dem Kommando des Korvettenkapitäns Luigi Rizzo bei der Insel Lutrošnjak nahe Premuda versenkt wurde. Das Boot nahm an der Rettung von Schiffbrüchigen des Schlachtschiffes teil. Nach diesen Unternehmen nahm 78 an weiteren Begleit- und Minensuchaktionen teil.

## Dienst in der Jugoslawischen Marine
Nach dem Zerfall Österreich-Ungarns wurde 78 mit drei anderen Schwesterschiffen sowie vier weiteren "Halbschwestern" der ungarischen F-Klasse dem Königreich SHS zugeteilt. Bei der Übernahme wurde das Boot in T 3 umgetauft. In der Zwischen-Kriegszeit ging das Schwesterschiff T 2 (ex 77) verloren und T 4 (ex 79) wurde 1939 außer Dienst gestellt. T 3 blieb mit seinem Schwesterschiff T 1 bis zum Kriegseintritt Jugoslawiens 6. April 1941 im aktiven Dienst.

## Dienst in der Regia Marina
Nach der Niederwerfung Jugoslawiens 1941 konnte die Regia Marina die beiden Torpedoboote erbeuten und weiter unter dem Namen T 1 und T 3 beim Küstenschutz einsetzen. Nach der italienischen Kapitulation 1943 konnte T 1 sich nach Malta absetzen. Es wurde nach dem Zweiten Weltkrieg an Jugoslawien zurückgegeben, wo es bis 1959 als Wachschiff PBR 91 Golesnica eingesetzt wurde.

## Dienst in der Kriegsmarine
T 3 wurde am 16. September 1943 deutsche Beute in Fiume und bekam bei der Indienststellung am 16. Oktober 1943 die Bezeichnung TA 48. Es wurde umgebaut, umbewaffnet und der neugegründeten Marine Kroatiens (NDH) übergeben. Bei dem Umbau wurden alle Torpedorohre entfernt und durch 3,7-cm- und 2-cm-Geschütze ersetzt. So durfte das Boot eigentlich nicht mehr die Bezeichnung "TA" behalten, da es keine Torpedobewaffnung mehr besaß. Die Übernahme erfolgte am 15. August 1944 zusammen mit dem zum Geleitboot umgebauten Passagierschiff G 104 (ex Salvore) und sechs KS-Booten (kleine Küstenschnellboote). Trotzdem gehörte das Schiff weiterhin der 2. Geleitflottille der deutschen 11. Sicherungs-Division an. Nach der Desertation eines der KS-Boote wurde die kroatische Marine aufgelöst und die Schiffe wurden am 13. Dezember 1944 wieder von der Kriegsmarine übernommen. Trotzdem behielt TA 48 bis zu seiner Versenkung im Februar 1945 seine überwiegend kroatische Besatzung. Der kroatische Kommandant von TA 48, Kapitänleutnant Gjuro Strcaj, sowie alle Kommandanten der KS-Boote wurden vor ein Kriegsgericht gestellt, jedoch bald darauf alle als unschuldig wieder freigelassen. Der Kommandant wurde mehrmals von den Partisanen mit seinem Schiff zum Überlaufen aufgefordert, was er jedoch jedes Mal ablehnte, weshalb er nach dem Krieg in Gefangenschaft von den Partisanen hingerichtet wurde.

## Verbleib
TA 48 wurde am 20. Februar 1945 durch alliierte Flugzeuge in Triest versenkt. Am 10. Mai 1946 wurde das Wrack gehoben und 1947 an Tomsic & Co verkauft. In den Jahren 1948/49 wurde TA 48 in Triest abgewrackt.